# センチュリオン・エアカーゴ164便墜落事故
センチュリオン・エアカーゴ164便墜落事故は、2008年7月7日にコロンビアのクンディナマルカ県で発生した航空機事故である。エルドラド国際空港発マイアミ国際空港行きの貨物便だったセンチュリオン・エアカーゴ164便（ボーイング747-209BSF）がエルドラド国際空港からの離陸直後にエンジン故障に見舞われ墜落した。乗員8人に死者はなかったが、地上で2人が巻き込まれ死亡した。

## 事故機

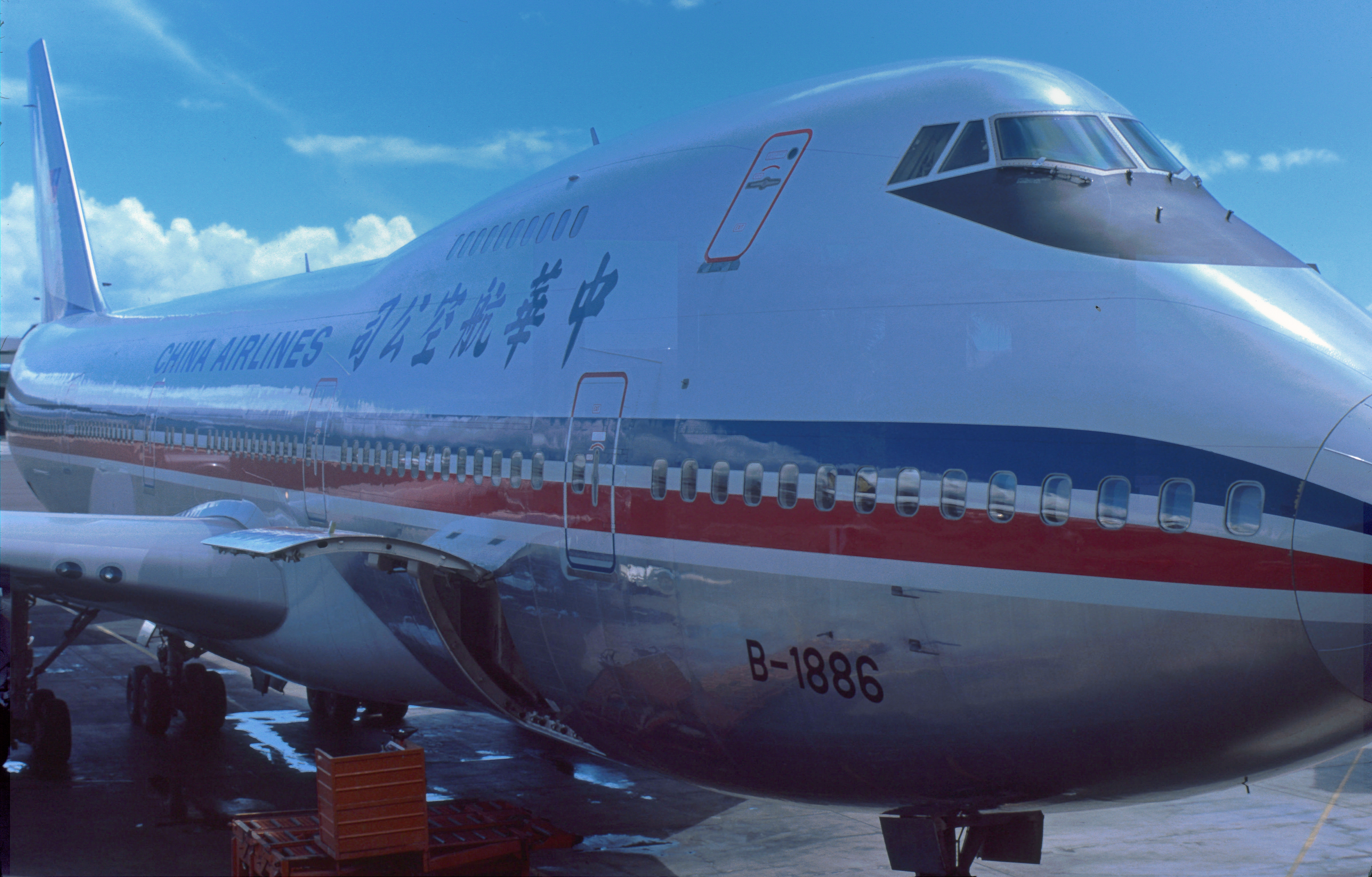
チャイナエアラインにて運用されていた頃の事故機

事故機(N714CK)は、カリッタ航空からセンチュリオン・エアカーゴにウェット・リースされた機体である。1981年に製造され、同年にチャイナエアラインに引き渡された。総飛行時間は9万613時間、エンジンはプラット・アンド・ホイットニー JT9Dを4基搭載していた。
- 機長：合計飛行時間8,874時間
- 副機長：合計飛行時間11,373時間
- フライトエンジニア：合計飛行時間10,665時間

この他、パイロットと乗務員が合わせて5名搭乗していた。

## 事故の経緯
エルドラド空港を飛び立った当該機は、離陸後すぐ、第四エンジンが火災を起こし、停止した。クルーは、緊急事態としてメーデーを発信し、エルドラド空港に引き返すことを決めた。しかし、それとほぼ同じ時間に第一エンジンも停止し、引き返すのは不可能と考えた機長は畑に不時着しようとしたが、その付近の高速道路に機体が接触し畑に墜落、しばらく畑をすべって民家に激突した。この一連の様子を目撃した者も多数いたという。空港付近だったこともあり、クルーたちは救助隊によって全員助け出されたが、民家の住民2人が死亡した。

## 事故の原因
コロンビアの航空機事故調査委員会は、すぐに調査を開始した。また、アメリカの航空安全委員会、米連邦航空局、ボーイング社、エンジンメーカーのプラット・アンド・ホイットニー社も事故調査に立ち会った。
フライトデータレコーダーの解析から、事故機はVr(152ノット)で加速し、離陸していた。ここには何の問題もなかったが、EPRが1.7と離陸するには低かった。EPRとは、エンジンの圧力比を示す値で、圧縮装置の入口と出口での吸排気の圧力値を比で表したもの。エンジンの推力値を計算するのに使われ、この値が低ければエンジン推力も低いことになる。基本的には2.1が理想とされており、164便はエンジンの推力が低いまま離陸したのだ。

### エンジンの故障

ターボファンエンジンのアニメーション図

第四エンジンは、EPRが1.0まで減少し、エンジン推力を5.8%損失した。事故機の第四エンジンを調べた結果、圧縮装置のファンブレードの前縁の摩耗が進み、弦の形状が変化していたため、安定した空気の取り入れができず、エンジン内が不完全燃焼状態である、サージを引き起こしたと予測された。第一エンジンは、圧縮装置のファンブレードで経年劣化と熱損傷により後方のブレードが破損、エンジンから脱落し、第四エンジンと同じようにサージを起こした。続けざまに第二エンジンではEPRの急な低下と回復を五回に渡って繰り返し、推力が安定しなかった。通常、旅客機は一基でもエンジンが生きていれば飛行可能である。しかし、いくら第三エンジンが正常とはいえ、ほかの三基が不安定な推力で、推力低下と回復を繰り返したため、まるで機体の姿勢は安定しなかった。

### 事故原因
調査委員会は、2011年7月に最終的な報告書を発表した。原因は、第一及び第四エンジンのファンブレードの故障により、十分な推力と安定した姿勢がとれず、飛行に支障をきたしたものとされた。

## 類似する事故
- ブリティッシュミッドランド航空92便不時着事故

本件と同じようにファンブレードの破損でエンジンサージが発生し、緊急着陸目前で滑走路手前に墜落した。
- スカンジナビア航空751便不時着事故

翼の上面に付着した氷が離陸後に剥がれ、胴体後方のエンジンに吸い込まれた。751便は森の中に墜落したが、奇跡的に死者は出なかった。
- エア・フロリダ90便墜落事故

エンジンのEPR測定器の故障で推力が低いまま離陸した。雪の影響もあってか、安定した飛行ができず橋に激突して川に墜落した。
- アルジェリア航空6289便墜落事故

離陸直後に左エンジンが爆発し、機体が失速、空港の端に墜落し爆発、炎上した。左エンジンのタービンの故障と結論付けられた。
- ユナイテッド航空232便不時着事故

第二エンジンのファンブレードの製造ミスによる金属疲労でエンジンが爆発し、油圧を全喪失しながらも空港に不時着した。